# Mallodon popelairei
Mallodon popelairei är en skalbaggsart som först beskrevs av Auguste Lameere 1902.  Mallodon popelairei ingår i släktet Mallodon och familjen långhorningar. Inga underarter finns listade i Catalogue of Life.